# Neuville-au-Bois
Neuville-au-Bois és un municipi francès situat al departament del Somme i a la regió dels Alts de França. L'any 2007 tenia 183 habitants.

## Demografia

### Població

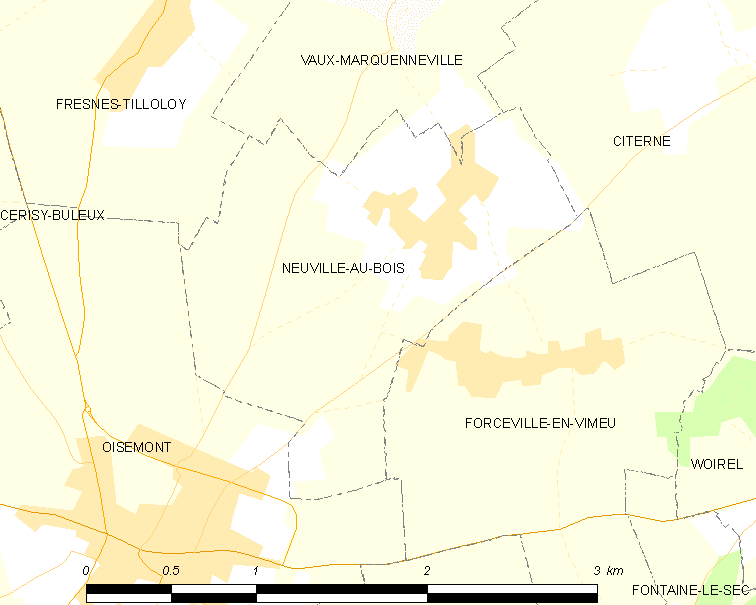

El 2007 la població de fet de Neuville-au-Bois era de 183 persones. Hi havia 76 famílies de les quals 16 eren unipersonals (16 homes vivint sols), 32 parelles sense fills i 28 parelles amb fills.
La població ha evolucionat segons el següent gràfic:
Habitants censats

### Habitatges

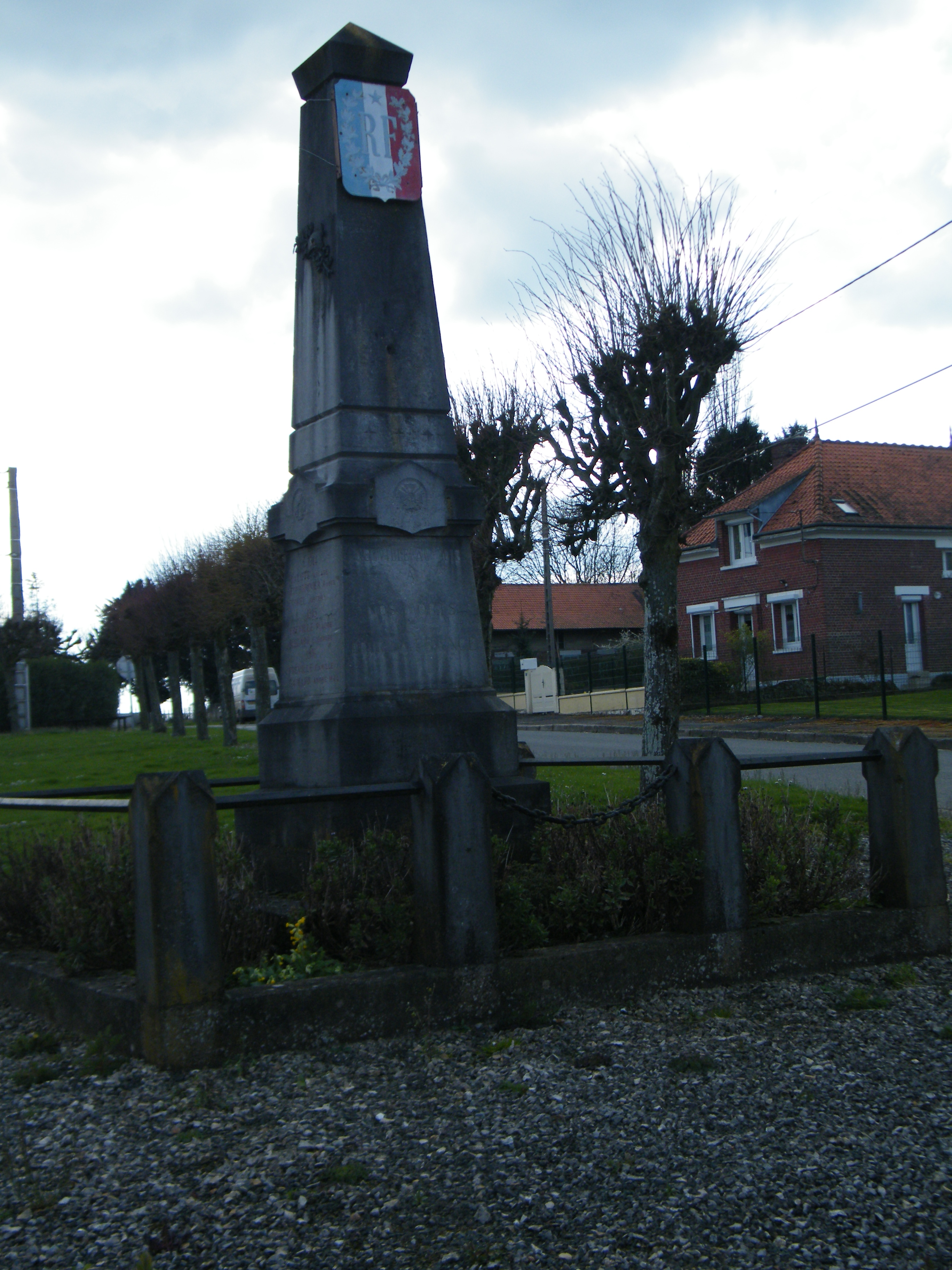

El 2007 hi havia 77 habitatges, 74 eren l'habitatge principal de la família, 1 era una segona residència i 2 estaven desocupats. 72 eren cases i 4 eren apartaments. Dels 74 habitatges principals, 59 estaven ocupats pels seus propietaris, 13 estaven llogats i ocupats pels llogaters i 2 estaven cedits a títol gratuït; 3 tenien dues cambres, 12 en tenien tres, 25 en tenien quatre i 34 en tenien cinc o més. 56 habitatges disposaven pel capbaix d'una plaça de pàrquing. A 40 habitatges hi havia un automòbil i a 29 n'hi havia dos o més.

### Piràmide de població
La piràmide de població per edats i sexe el 2009 era:
| Homes | Edats   | Dones |
| ----- | ------- | ----- |
| 0     | 95 o +  | 0     |
| 0     | 90 a 94 | 1     |
| 0     | 85 a 89 | 3     |
| 1     | 80 a 84 | 3     |
| 3     | 75 a 79 | 1     |
| 4     | 70 a 74 | 4     |
| 6     | 65 a 69 | 9     |
| 2     | 60 a 64 | 3     |
| 5     | 55 a 59 | 2     |
| 8     | 50 a 54 | 5     |
| 7     | 45 a 49 | 9     |
| 7     | 40 a 44 | 8     |
| 6     | 35 a 39 | 3     |
| 4     | 30 a 34 | 3     |
| 9     | 25 a 29 | 5     |
| 6     | 20 a 24 | 8     |
| 11    | 15 a 19 | 4     |
| 6     | 10 a 14 | 5     |
| 7     | 5 a 9   | 1     |
| 6     | 0 a 4   | 8     |

## Economia
El 2007 la població en edat de treballar era de 123 persones, 94 eren actives i 29 eren inactives. De les 94 persones actives 83 estaven ocupades (51 homes i 32 dones) i 11 estaven aturades (4 homes i 7 dones). De les 29 persones inactives 11 estaven jubilades, 9 estaven estudiant i 9 estaven classificades com a «altres inactius».

### Ingressos
El 2009 a Neuville-au-Bois hi havia 68 unitats fiscals que integraven 176 persones, la mediana anual d'ingressos fiscals per persona era de 15.104 €.

### Activitats econòmiques
Dels 3 establiments que hi havia el 2007, 2 eren d'empreses de construcció i 1 d'una empresa de transport.
Dels 2 establiments de servei als particulars que hi havia el 2009, 1 era una fusteria i 1 electricista.
L'any 2000 a Neuville-au-Bois hi havia 12 explotacions agrícoles que ocupaven un total de 385 hectàrees.

## Equipaments sanitaris i escolars
El 2009 hi havia una escola elemental integrada dins d'un grup escolar amb les comunes properes formant una escola dispersa.

## Poblacions més properes
El següent diagrama mostra les poblacions més properes.